# IAR 93
Lo IAR 93 Vultur (avvoltoio) è un aereo d'attacco bimotore, costruito sia in versione monoposto che biposto in cui progetto è stato sviluppato, in cooperazione tra la Jugoslavia e la Romania negli anni settanta, per le forze aeree di entrambe le nazioni. La versione rumena fu denominata IAR 93 e venne realizzata dall'industria di stato rumena IAR negli stabilimenti di Craiova, Bacău e Brașov, mentre la versione jugoslava venne denominata J-22 Orao. La maggior parte degli aerei romeni sono stati costruiti dall'industria I.R.Av. di Craiova.

## Storia

### Sviluppo
L'accordo di collaborazione per Il programma YuRom R&D tra la Romania e la Jugoslavia venne firmato il 20 maggio 1971. I dirigenti firmatari sono stati l'Ingegnere Teodor Zamfirescu per la Romania e il colonnello Vidoje Knezevic per la Jugoslavia.
Lo IAR 93 era un caccia multiruolo ognitempo che può svolgere missioni in qualsiasi condizioni atmosferiche, giorno e notte.
Per la Romania, la IAR 93 era stato destinato a sostituire i MiG-15 e MiG-17 di fabbricazione sovietica.
L'aereo era un monoplano ad ala alta dotato di due turbogetti Rolls-Royce Viper; sebbene dal progetto i motori avrebbero dovuto avere il postbruciatore, ci furono molte difficoltà per la messa a punto. Durante gli anni ottanta entrambi i paesi svilupparono versioni differenti per poter sfruttare le nuove tecnologie nel campo motoristico.
La Jugoslavia ricevette 124 esemplari e sviluppò altre due versioni, mentre la Romania ordinò 36 esemplari della versione IAR 93A e 165 della versione IAR 93B, ma solo una parte di questi entrò in servizio.

#### Test di volo

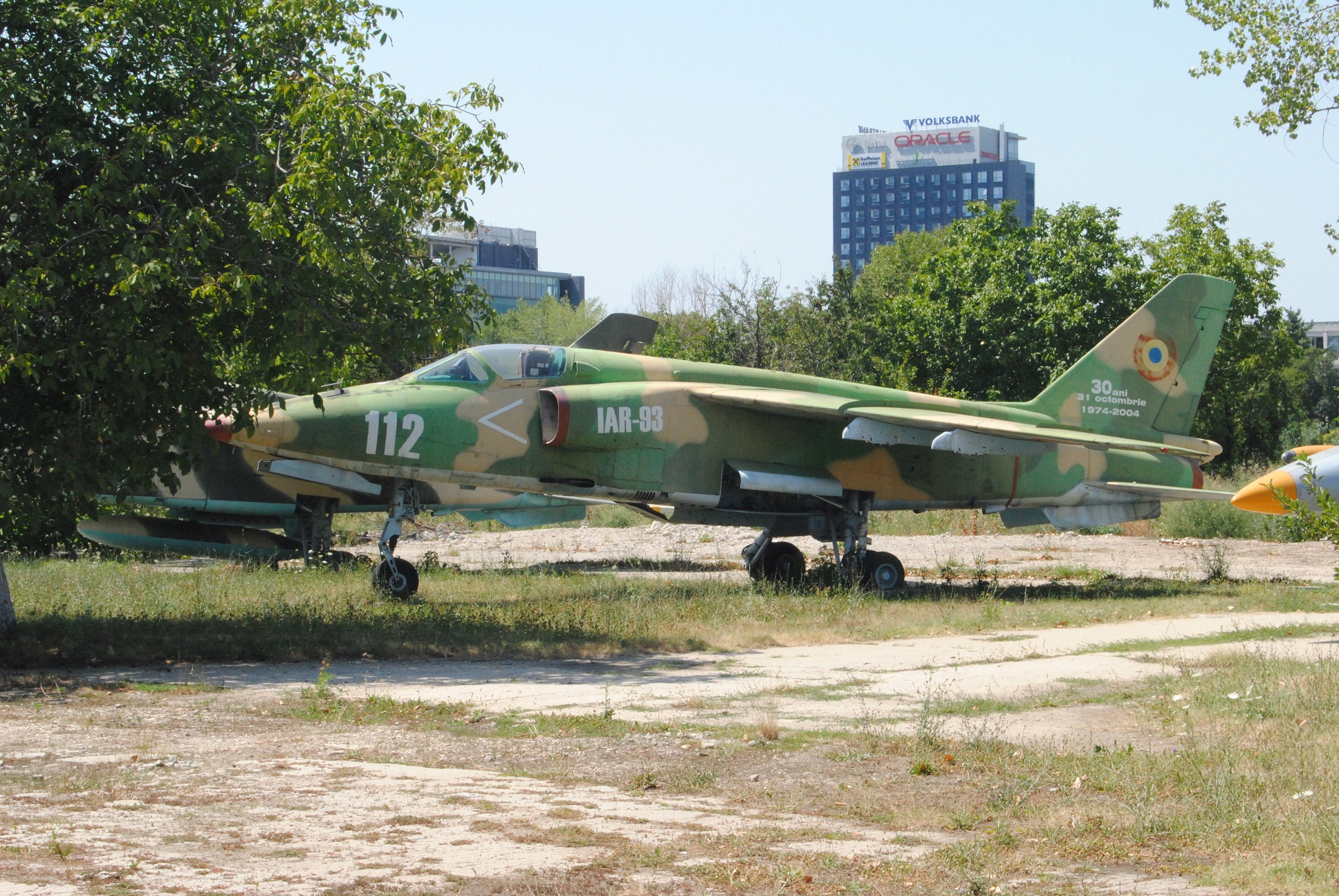
IAR 93 nel Museo dell'Aviazione di Bucarest

Il primo volo del prototipo romeno ha avuto luogo il 31 ottobre 1974 a Bacău, (simultaneamente al primo volo del prototipo jugoslavo alla base aerea di Batajnica) con al comando il Colonnello Gheorghe Stănică. Il volo confermò ciò che i progettisti avevano anticipato nei loro calcoli. Dopo aver completato tutti i voli di prova, l'aereo è entrato in servizio nella Forțelor Aeriene Române nel 49º e 67º Reggimento caccia-bombardieri rispettivamente a Ianca (Brăila) e Craiova. Il caccia è rimasto in servizio nell'aeronautica militare romena fino al 1998.
Il 18 luglio 1975 l'aereo venne presentato al presidente Nicolae Ceaușescu all'aeroporto di Bacău.
La versione biposto (prototipo # 003) ha volato per la prima volta il 23 gennaio 1977, ed è andato perso il 24 novembre 1977 con i due piloti, il Colonnello Gheorghe Stanica e il Colonnello Petru Ailiesei, che si salvarono catapultandosi. Dopo questo incidente venne rinforzata la sezione di poppa della fusoliera.
Il prototipo # 004 è precipitato il 20 febbraio 1979 durante una dimostrazione acrobatica alla base di Craiova, occasione nella quale il pilota, Capitano Ingegnere Dobre Stanche, rimase ucciso nell'incidente non essendo riuscito a catapultarsi fuori dall'abitacolo.
Il 23 agosto 1979 tre aerei IAR 93 (# 001, # 002 e # 005) sono stati presentati per la prima volta al pubblico in volo durante la parata militare che celebrava allora la festa nazionale.
Il 20 settembre 1979, il prototipo # 001 è andato perso quando, durante un volo di prova si bloccarono entrambi i motori, con il pilota, il Colonnello Botea, che si salvò catapultandosi. L'incidente comportò modifiche alla camera di combustione a tutti gli aerei, compresi i primi esemplari di pre-produzione che erano stati già consegnati.

#### Aerei perduti
La vita operativa di questi aerei è stata funestata da diversi incidenti.
- #003 24 novembre 1977 - I due piloti, il Colonnello Gheorghe Stanica e il Colonnello Petru Ailiesei che si salvarono catapultandosi.
- #004 20 febbraio 1979 - Perso durante una dimostrazione acrobatica alla base di Craiova, con il pilota, il Capitano Ingegnere Dobre Stanche, rimasto ucciso nell'incidente non essendo riuscito a catapultarsi fuori dell'abitacolo.
- #001 20 settembre 1979 - Perso durante un volo di prova con il blocco di entrambi i motori, e con il pilota, il Colonnello Botea, che si salvò catapultandosi.
- #113 8 marzo 1983 con il pilota, il maggiore Tanase, che si salvò catapultandosi.
- #602 25 agosto 1992 - Entrambi i piloti, il Maggiore Dan Cosaceanu e il Capitano Traian Neagoe salvi catapultandosi.
- #200 26 novembre 1996 - Precipitato durante un test di volo con il pilota, il capitano Matei Constantin salvo catapultandosi.
- #210 9 luglio 1997 - Il più tragico degli incidenti, con l'aereo esploso sulla pista a Craiova durante i preparativi per un test di munizioni a grappolo. Del personale a terra 16 persone morirono, mentre il pilota, Ion Marculescu si salvò non essendosi ancora avvicinato all'aereo.
- #219 9 aprile 1998  - Perso a Ghercești per via del carrello di atterraggio anteriore che non si aprì dopo un volo di prova presso Craiova. Il pilota Ion Marculescu si salvò catapultandosi mentre l'aereo si schiantò alcuni Km più avanti.

Un altro aereo di cui non si conosce né la matricola ne la sorte del pilota è andato perduto il 14 agosto 1986.

#### Ritiro

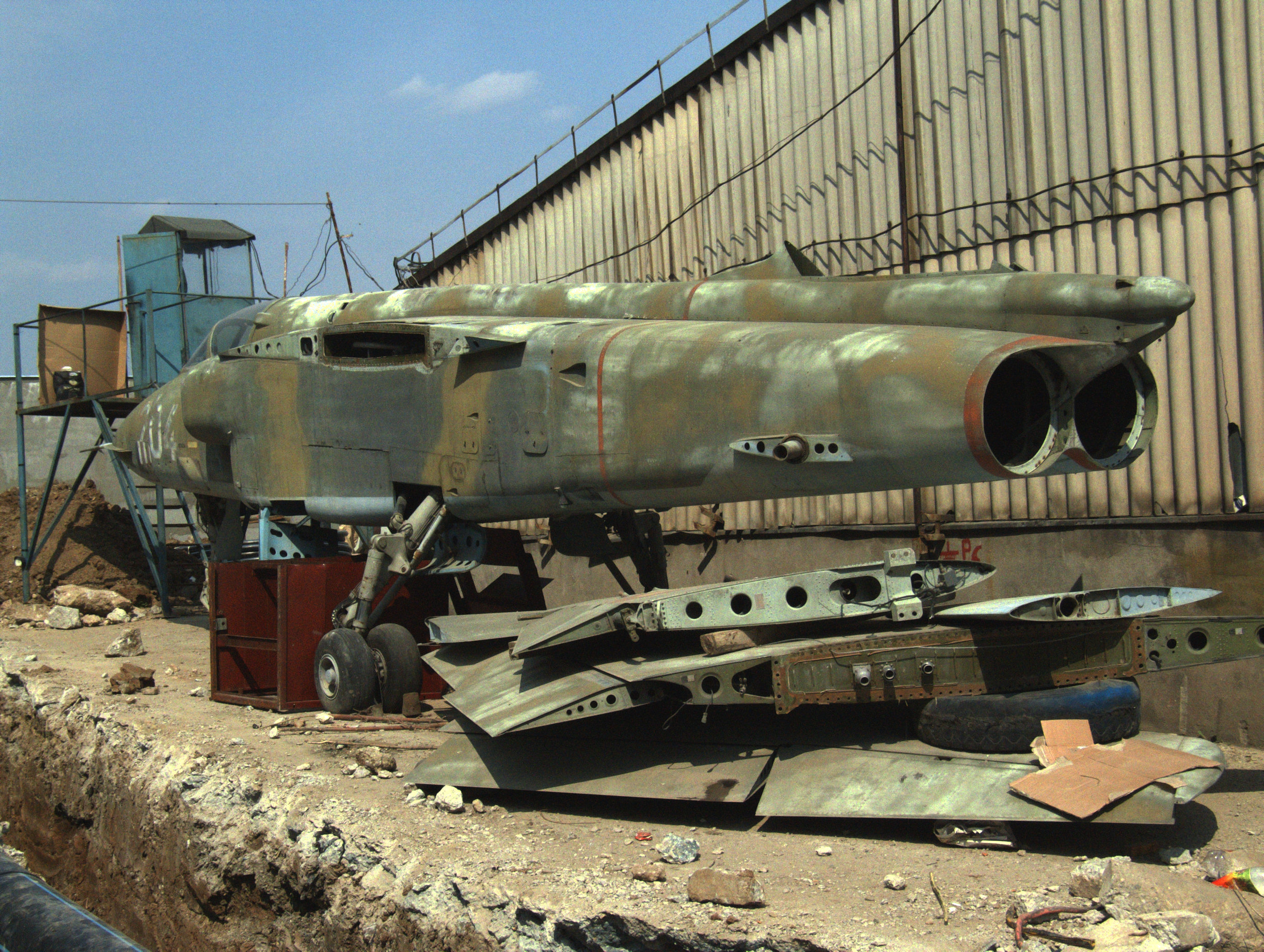
IAR 93 MB smantellato

Con il collasso della ex-Jugoslavia e l'embargo ONU nel 1992 in Romania venne posto fine al programma, con molti aerei ancora in costruzione. Circa 75 aerei erano ancora in servizio, alcuni dei quali usati per test e ricerche (#200 - primo velivolo della versione B ad essere dotato di post-bruciatori, #600 (bi-posto) - unico velivolo ad essere dotato di Alette canard). Gli ultimi IAR-93 vennero ritirati dal servizio nel 1998. I velivoli superstiti sono conservati negli aeroporti di Deveselu (IAR-93A #116), Timișoara (IAR-93MB #214), e Craiova (circa 60 velivoli), con i motori e l'armamento rimosso e la maggior parte di loro messi in vendita. Circa 20 furono smantellati fino al 2006, ed il resto in attesa dello stesso destino.
Alcuni velivoli J-22 Orao sono ancora in servizio con l'aviazione della Serbia. Gli ultimi aerei jugoslavi vennero consegnati nel febbraio 1992, con gli impianti SOKO di Mostar danneggiati dai serbi poco dopo.

## Versioni
IAR 93A
versione iniziale di produzione con turboreattori Viper Mc 632-41 privi di post-bruciatori.
15 pre-produzione consegnati nel 1979; entrati in servizio nel 1981
26 costruiti (# 109-119 pre-produzione, # 150-164 serie) monoposto e 9 bi-posto (# 005-008 pre-produzione, # 180-184 serie)
IAR 93MB
MB = Motor de Baza (motore di base). Questa versione ha avuto la fusoliera del modello IAR 93B, ma come la versione IAR 93A era priva di post-bruciatori
consegnati a partire da 1982
15 monoposto costruiti (# 201-215)
IAR 93B
versione definitiva con turboreattore Viper Mc 633-47 con post-bruciatori ed aumento della capacità di combustione interna e modifiche alla fusoliera. Questa versione ha volato per la prima volta nel 1985; entrati in servizio nel 1987
27 costruiti come monoposto (# 200, # 216-241), e 7 come bi-posto (# 600-606)

## Utilizzatori
Romania
- Forțele Aeriene ale Republicii Socialiste Română

## Esemplari attualmente esistenti
- #002 (prototipo bi-posto), #112 (A), #114 (A) Museo dell'aviazione di Bucarest[1].
- #109 (A) Cortile dell'istituto Henri Coandă a Dolj
- #153 (A) Al Museo Nazionale Militare di Bucarest
- #157 (A) Dono della Forțelor Aeriene Române al Museo della Tecnica di Košice il 23 ottobre 2006
- #201 (MB) A Timișoara, sulla strada per Reșița
- #208 (MB) Faur nel cortile della fabbrica a Bucarest
- #232 (B) Nel cortile dell'accademia della tecnica a Bucarest
- #600 (bi-posto) Nel cortile dell'Accademia Aeronautica a Brașov.